# جون ويلبر
جون ويلبر (بالإنجليزية: John Wilbur) هو لاعب كرة قدم أمريكية أمريكي، ولد في 21 مايو 1943 في سان دييغو في الولايات المتحدة، وتوفي في 9 ديسمبر 2013 في هونولولو في الولايات المتحدة.

## وصلات خارجية
- جون ويلبر على موقع مرجع كرة القدم المحترفة.كوم (الإنجليزية)